# Husby (ved Flensborg)
 For alternative betydninger, se Husby. (Se også artikler, som begynder med Husby)
Husby er en landsby og kommune beliggende få km sydøst for Flensborg i det nordlige Angel i Sydslesvig. Administrativt hører kommunen under Slesvig-Flensborg kreds i den nordtyske delstat Slesvig-Holsten. Kommunen samarbejder på administrativt plan med andre kommuner i omegnen i Hyrup kommunefællesskab (Amt Hürup). I kirkelig henseende hører Husby under Husby Sogn. Sognet lå i Husby Herred (Flensborg Amt, Sønderjylland), da området tilhørte Danmark.
Togene på Flensborg-Kiel-banen standser på Husby Station.

## Geografi
I området omkring Husby findes der flere skovstrækninger såsom Husbyris (Husbyries), betydelige moser og enge, navnlig Markerup Mose ved Kilsåen, der løber gennem sognets sydlige del fra Venerød Sø. Landsbyen selv er placeret på højreliggende terræn. Mod sydvest går terrænet over i lavninger omkring Moseåen. Jordene omkring Husby er mest lermuldede, jordene i den vestlige mod Hyrup grænsede del er mere sandet.
Husby ligger ved den jyske vandskel. Landsbyens dam har via Polddam vandløb og Brarup Å afløb til Østersøen.
Til kommunen hører også Fulbro (også Fuldbro, Voldewraa), Grimmerup (Gremmerup), Gåsevad (på dansk også Gaasvad, Gosewatt), Hodderup, Husbymølle (Husbymühle), Husbymark (Husbyfeld), Husbyskov (Husbyholz), Markerup, Poldam el. Polddam (Poldamm, beliggende på grænsen mellem Grimmerup og Husby), Snurom, Spang (sml. spang), Stendels (angeldansk Stænels, afledt af stendysse), Staalidt (tysk Stalitt), Søgaard (Seegaard) og Vasbykro (Wattschaukrug).

## Historie
Stednavnet er første gang nævnt i 1319 (Dipl. dan.) og stavedes da Husebuy. Husby var hovedby i Husby Sogn og Husby Herred, da området tilhørte Danmark. Byens kirke er opført henimod år 1200 som en traditionel romansk munkestenskirke. Det massive tårn er opført i 1400-tallet. Alteret er fra 1786 og prædikestolen fra 1691. I Husby findes en valdemarsege.
Gaasevad blev første gang nævnt i 1758, den var fra 1796 et kådnersted under Lundsgård gods. Fuldbro (Voldewraa) var tidligere en avlsgaard under Lundsgård gods. Polddam (og på dansk også Poldam eller Pøldam) er første gang nævnt 1826, navnet hentyder til en lille forhøjning, bakke eller ifølge Johannes Kok til oldnordisk pollr for pyt eller udbugtning.
I årene 1886 til 1964 fandtes der et mejeri i byen. Den stråtækte forhenværende præstegård fra 1826 rummede tidligere byens skole med dansk undervisningssprog indtil 1864.
Der er en række folkesagn knyttet til Husby og omegn. Det berettedes f. eks, om en heks, som forsvandt ved hjælp af en garnnøgle, inden hun kunne brændes på bålet på Husbymark (En heks flyver bort). I en anden fortælling blev kvægpesten til et uhyre ved navn Kodøden, som måtte fordrives. Ved Husbyris findes Valdemarsegen (også kaldet Ulveegen), nævnt efter Valdemar Sejr, hvor der tidligere skal være holdt rettergang (sml. også Valdemarsegen). Træen står i Husbyris, hvor vejen forgrener sig til landsbyen Grumtoft.

## Politik
Ved seneste kommunalvalg i maj 2023 vandt CDU 40 % af stemmerne og 5 mandater i kommunalbestyrelsen, SPD 34,6 % og ligeså 5 mandater, SSW fik 25,3 % og 3 mandater.

## Kendte
Den senere danske kultusminister Aleth Hansen var sognepræst i Husby i årene 1850 til 1858.